# Шульдинер, Чак
Чарльз Майкл «Чак» Шульдинер (англ. Charles Michael «Chuck» Schuldiner, 13 мая 1967 года, Глен-Ков, Нью-Йорк, США — 13 декабря 2001 года, Алтамонт-Спрингс, Флорида, США) — американский музыкант, наиболее известный как основатель, гитарист, вокалист, автор песен дэт-метал-группы Death, созданной в 1983 году под названием Mantas. В 1996 году основал группу Control Denied. Является одним из основателей жанра дэт-метал. Один из первых музыкантов, использовавших элементы джаза в дэт-метале, считается первопроходцем техно-дэт-метала. Участвовал в группах Voodoocult и Slaughter.

## Биография
Чак Шульдинер родился 13 мая 1967 в городке Глен-Ков на Лонг-Айленде (штат Нью-Йорк). Его родители были учителями, отец Малкольм был австрийским евреем, мать Джейн — уроженка юга США, обращённая в иудаизм.

### Ранние годы
Чак Шульдинер начал играть на гитаре в возрасте девяти лет. Его шестнадцатилетний брат погиб в результате несчастного случая. Родители купили Чаку гитару, полагая, что это поможет ему пережить горе. Чак записался на уроки классической гитары, которые ему быстро наскучили. После двух уроков Чак бросил занятия. «Я взял два урока, и преподаватель показал мне "Mary Had a Little Lamb". Я сказал, к чёрту это, и пошёл по своему пути». Позже, во время распродажи Чак заметил электрогитару, остроконечную подделку в духе B.C. Rich, и попросил родителей купить её. Как только гитара оказалась в руках Чака, его старая акустика была забыта. Чак немедленно начал осваивать инструмент, и, приобретя усилитель, больше никогда не прекращал играть и писать песни. Он пропадал в гараже, играя на гитаре целыми выходными, а в будние дни, когда он ходил в школу, время, отведенное на игру, ограничивалось тремя часами. Первое его выступление состоялось ещё в подростковом возрасте. Концерт прошёл в местном парке с одноклассниками, с которыми он играл в то время.
Помимо игры на гитаре, Чак увлекался футболом, скульптурой и рисованием.
На протяжении многих лет KISS были любимой группой Чака. Также ему нравились Iron Maiden, Billy Idol, Sortilège, Raven, The Doors, Jimi Hendrix. Он интересовался музыкальным движением Новой волны британского Хэви-метала, и относящиеся к нему группы так и остались его любимыми. В возрасте 13 лет Чак попал на свой первый концерт KISS. Venom, Slayer, Possessed, Exodus, Metallica повлияли на него позднее. Помимо метала, Чаку нравился джаз, европейская классическая музыка, и некоторые альтернативные британские проекты, например, Lush. Чак неоднократно негативно высказывался о рэп-музыке. Также музыканту не нравилось кантри, он считал данный жанр грустной музыкой.
Чак Шульдинер был успевающим учеником в школе, но школа его утомляла, и в конце концов он покинул её стены. Впоследствии, однако, он пожалел об этом.
Шульдинер являлся противником тяжелых наркотиков. Он много раз говорил об этом в интервью и отразил в ряде своих композиций, например в «Living Monstrosity», которая рассказывает о ребёнке, рождённом кокаинозависимой матерью. С другой стороны — Чак положительно относился к использованию марихуаны в терапевтических и релаксационных целях.

### Путь музыканта
В 1983 году Чак сформировал группу Mantas, переименованную в Death в 1984 году. Поначалу он играл исключительно ритм-партии, потом его стиль игры соло напоминал Милле Петроццу и Керри Кинга. Позже он выработал свой стиль.
В январе 1986 года он временно присоединился к канадской группе Slaughter как гитарист, но вскоре вернулся к Death. Позже музыкант негативно отзывался о своих бывших согрупниках. Как-то раз в интервью журналу Metal Warriors в 1986 году на вопрос "Почему Вы покинули Slaughter?" Чак ответил: "Потому что я никогда не должен был бросать Death. Death — единственная группа для меня. Slaughter жалки как люди и как музыканты...".
Последовало несколько смен состава, и в 1987 году вместе с барабанщиком Крисом Райфертом (Chris Reifert) они в конце концов выпустили дебютный альбом, который назывался Scream Bloody Gore, где Чак помимо вокала отыграл все гитарные и басовые партии. Этот диск, по мнению подавляющего большинства критиков, является эталонным представителем жанра дэт-метал и записью, предопределившей развитие стиля. Далее, в 1988 году, был записан и издан Leprosy, в котором приняли участие бывший гитарист Mantas Рик Розз (Rick Rozz), настоящее имя — Фредерик Делилло (Frederick DeLillo), Терри Батлер на бас-гитаре и барабанщик Билл Эндрюс (Bill Andrews). В 1990 был выпущен диск Spiritual Healing, при работе над которым Рик Розз был заменен на Джеймса Мёрфи, создавшего с Чаком гармоничный гитарный дуэт.
После Spiritual Healing Чак Шульдинер прекратил работу со всеми членами группы и работал теперь только со студийными и концертными музыкантами по причине плохих отношений с нынешним составом — Чак был недоволен условиями тура и решил отменить его, однако Батлер с Эндрюсом поехали в тур без него вместе с гитаристом Уолтером Тречслером и вокалистом Луи Карризалезом под именем Death. Чак подал в суд на своих бывших коллег и выиграл дело, вернув себе права на группу. Это создало ему репутацию перфекциониста среди музыкантов. К последующим альбомам он писал весь материал самостоятельно. Также он уволил своего менеджера Эрика Грайфа (Eric Greif), но нанял его снова, перед записью нового диска, которому также суждено было стать переломным и значимым для жанра.
Этот диск 1991 года, названный Human выявил отклонение группы в сторону более техничных и прогрессивных стилей, а также добавлением в дэт-метал элементов джаза, он показал новый уровень Шульдинера как гитариста, способного совмещать сложные, замысловатые ритм-партии с эмоциональными мелодичными соло. Он продолжил развивать именно эту сторону своего музыкального таланта, добиваясь все больших успехов и известности, выпустив альбомы Individual Thought Patterns в 1993 году, Symbolic в 1995 и последний диск в составе Death — The Sound of Perseverance 1998 года. В последних двух альбомах вокал Чака изменился — с гроулинга, который использовался на предыдущих альбомах, он перешел на скриминг.
В 1994 году Чак Шульдинер участвовал в записи диска Jesus Killing Machine группы Voodoocult как гитарист.
В 1996 году Чак Шульдинер сформировал новую группу, которую назвал Control Denied, игравшую прогрессивный метал, и в 1999 выпустил первый и, на нынешний день, единственный диск в её составе — The Fragile Art of Existence. До сих пор существует возможность посмертного выпуска ещё одного альбома этой группы — When Machine And Man Collide где материал был сочинен Чаком, и оставшиеся члены группы планировали его записать и издать. Но это начинание погрязло в правовых взаимоотношениях, и все что есть сейчас — это четыре репетиционных трека, без вокала. Они были изданы на диске Zero Tolerance вместе с рядом ранее неизданных композиций с демо-лент и b-side'ов.

### Борьба с раком
В мае 1999 года Шульдинер начал испытывать боли в затылочной части головы, которые изначально были распознаны как защемление нерва. Его терапевт-хиропрактик посоветовал ему пройти исследование МРТ, которое показало отсутствие защемления нерва. Следующей вероятной причиной подобных болей могла быть опухоль мозга. В его день рождения, 13 мая 1999 года, Чаку Шульдинеру был поставлен диагноз — глиома варолиева моста, разновидность рака мозга, поражающего ствол головного мозга, и Чак немедленно прошёл курс лучевой терапии.
В октябре 1999 года было объявлено, что опухоль омертвела и что Чак Шульдинер на пути к выздоровлению. В январе 2000 года Чак подвергся хирургической операции, при которой были удалены остатки злокачественного образования. Операция была успешна, но семья Шульдинеров была полностью истощена финансово. Общая стоимость операции составила около 70 тысяч долларов США, и эту цену они не могли заплатить. Чак не был застрахован, так как он сотрудничал только с независимыми звукозаписывающими компаниями. Но даже застраховавшись, он получил отказ врачей его оперировать. Множество благотворительных акций, аукционов и концертов были проведены для покрытия расходов. Деньги начали поступать от частных лиц, представителей сообщества металлистов, испытавшего шок от того, что жизнь Чака Шульдинера в опасности. Многим было страшно понимать, что Чак может умереть только лишь от недостатка денежных средств и равнодушного отношения врачей к его здоровью. Но врачи, оперировавшие опухоль, сообщили, что первоначальный диагноз был ошибочен. В мае 2001 года, спустя два года после первичного диагноза рак вернулся. В это время Чак продолжал работать с Control Denied над музыкой.
Он отказался от медицинской помощи, в которой нуждался незамедлительно, из-за отсутствия денежных средств на лечение. Обращение ко всем, кто может помочь, принесло некоторые результаты, но все равно этого было недостаточно. Джейн Шульдинер, мать Чака, призывала всех, читающих сообщения о состоянии его здоровья, «пойти и застраховаться», чтобы не испытать, подобно ей, горечи разочарования и бессилия. Принимаемые Чаком медикаменты, как и большинство используемых при лечении рака, были очень сильнодействующими, и крайне ослабили его организм. Чак Шульдинер бесстрашно боролся, но в конце октября — начале ноября он заболел пневмонией, которая нанесла последний удар по его организму. Он умер 13 декабря 2001, примерно в 4 часа дня Североамериканского Восточного стандартного времени (00:00 МСК).

### Наследие
Его мать, Джейн, хранит его наследие. Она часто контактирует с поклонниками творчества Чака и часто рассказывает, что наслаждается его музыкой. Её дочь Бет, сестра Чака, хранит его записи. У неё есть сын, Кристофер, который тоже играет на гитаре, и все гитары Чака Шульдинера сейчас принадлежат ему, за исключением одной, самой первой, которую хранит его мать. Чак Шульдинер никогда не был женат и не имел детей, известно только, что он несколько лет встречался с женщиной по имени Ким, которой в скором времени захотел сделать предложение.
Вокруг вышеупомянутого частично законченного второго диска Control Denied When Machine And Man Collide идут распри на почве правообладания.
Лишь к декабрю 2009 года между лейблом Hammerheart (он же Karmageddon Media) и родственниками Чака закончилась юридическая война, и появилась надежда, что запись второго альбома Control Denied «When Machine And Man Collide» будет завершена.
В мае 2010 года семья Шульдинера и Perseverance Holdings Ltd. подписали контракт с Relapse Records на издание «When Machine And Man Collide», на переиздание «The Fragile Art of Existence» и выпуск ранее не издававшихся вещей первого проекта Чака Mantas.

### Убеждения
Шульдинер описал себя как «любитель жизни», «дружбы» и «животных». «Я хотел бы жить вечно, если бы это было возможно», сказал он однажды в интервью. Он обычно выступал против артистов, которые «теряли контроль», получив отрицательное влияние дэт-метал сцены. Шульдинер открыто осудил стереотипы о метал-музыкантах, такие как вред для людей или ненависть к жизни. Когда его спросили о его мнении о загробной жизни, Чак ответил «я не знаю», но уточнил, что «это является адом», и что «демоны в людях, так как они создают зло».

## Религия
Он не проходил формального религиозного обучения. В документальном фильме «666 At Calling Death», его спросили, является ли сатанизм частью его музыки, он ответил: «Нет. Совсем нет. Я действительно не хочу привлекать любую религиозную тему в музыку. Я думаю, что религия — это что-то очень личное. Я никогда не писал сатанинские тексты песен. Мы действительно писали „кровавую“ лирику, но это было неискренне, фильм ужасов. Это чистая фантазия, страшные вещи». Шульдинер придумывал логотип Death в различных вариантах во время его карьеры. Начиная с альбома Symbolic, логотип группы был слегка изменен относительно изначального — в букве «t» перекладина была поднята в верхнюю половину символа (чтобы она не выглядела как перевёрнутый крест). Чак Шульдинер не хотел влиять на людей в вопросах религии и не хотел, чтобы его музыка ассоциировалась со злом.

## Дискография

### Death
- 1984: Reign of Terror (демо)
- 1985: Infernal Death (демо)
- 1985: Rigor Mortis (демо)
- 1985: Back from the Dead (демо)
- 1986: Mutilation (демо)
- 1987: Scream Bloody Gore (CD) — Combat
- 1988: Leprosy — Combat
- 1990: Spiritual Healing — Combat
- 1991: Human — Relativity
- 1992: Fate: The Best of Death (сборник) — Relativity
- 1993: Individual Thought Patterns — Relativity
- 1995: Symbolic — Roadrunner Records
- 1998: The Sound of Perseverance — Nuclear Blast
- 2001: Live in L.A. (Death & Raw) (концертный альбом) — Nuclear Blast
- 2001: Live in Eindhoven (концертный альбом) — Nuclear Blast

### Control Denied
- 1999: The Fragile Art of Existence
- 2010: The Fragile Art of Existence (reissue)

### Voodoocult
- 1994: Jesus Killing Machine

### Naphobia
- 1995: Of Hell (гитара в одной песне)

### Craig Seas
Hardly A Day Goes By (гитарные соло)

## Оборудование
Основным инструментом, используемым Чаком Шульдинером, была гитара B.C. Rich Stealth, ранее очень редкая модель, сейчас снова доступная в различных вариантах серийно. До этого он использовал другую гитару B. C. Rich — Mockingbird. Звук определял звукосниматель DiMarzio X2N в позиции бридж. Во время «(In)Human Tour of the World» (1991—1992) он стал на недолгий срок эндорсером маленькой висконсинской гитарной фирмы «Axtra». В конце своей карьеры он использовал усилители Marshall Valvestate в паре с кабинетом Valvestate 4x12. До этого он использовал самое разнообразное оборудование, включая усилители и кабинеты Randall, а во время тура «(In)Human Tour of the World» он использовал маленький усилитель GK 250ML, подзвученный микрофоном, оставив большие кабинеты «для вида».